# Vajglov
Vajglov (německy Weigelsdorf) je vesnice, část města Břidličná v okrese Bruntál. Nachází se asi 2 km na jihozápad od Břidličné. Prochází zde silnice II/440. Vajglov měl ve znaku tři jetelové listy.
Vajglov je také název katastrálního území o rozloze 4,94 km2.

## Název
Nejstarší písemný doklad (1437) má podobu Weiglowicz. Ta zřejmě ukazuje na původní české jméno Vigant(ov)ice, jehož základem bylo německé osobní jméno Wīgand. Výchozí tvar Vigant(ov)ici pak byl pojmenováním obyvatel vsi a znamenal "Vigantovi lidé". Od konce 15. století se objevuje české Vajglov, které vzniklo z německého Weigelsdorf - "Weiglova ves". Základem německého místního jména bylo osobní jméno Weigel(t), domácká podoba jména Weigand, mladší podoby staršího Wīgand.

## Vývoj počtu obyvatel
Počet obyvatel Vajglova podle sčítání nebo jiných úředních záznamů:
| Rok            | 1869 | 1880 | 1890 | 1900 | 1910 | 1921 | 1930 | 1950 | 1961 | 1970 | 1980 | 1991 | 2001 |
| -------------- | ---- | ---- | ---- | ---- | ---- | ---- | ---- | ---- | ---- | ---- | ---- | ---- | ---- |
| Počet obyvatel | 287  | 241  | 236  | 225  | 203  | 219  | 198  | 148  | 164  | 171  | 197  | 234  | 252  |

1. ↑  všichni Němci; z toho: 190 řím. kat.

Ve Vajglově je evidováno 53 adres, vesměs čísla popisná (trvalé objekty). Při sčítání lidu roku 2001 zde bylo napočteno 43 domů, z toho 41 trvale obydlených.